# Ахмед Мунайси Абдель Хамид
Ахмед Мунайси Абдель Хамид — ливийский политик. Был министром финансов Высшего народного комитета Ливии (правительство при Каддафи) с 5 марта 2006 года по январь 2007 года, где в ходе ротации состава правительства его сменил Мухаммад Али аль-Хуваи. Также был главой Ливийского центробанка.